# 天壇座ε
天壇座ε，又名CP-5210372，HD 152980、SAO 244331、HR 6295，是天壇座的一颗恒星，视星等为4.06，位于銀經335.15，銀緯-6.59，其B1900.0坐标为赤經16h 51m 36.7s，赤緯-53° -6.59′ 23″。